# Luci Valeri Messal·la Trasea Prisc
Luci Valeri Messal·la Trasea Prisc (en llatí Lucius Valerius Messalla Thrasea Priscus) va ser un personatge notable de l'Imperi Romà conegut tant per la seva família, d'origen patrici, com pel seu caràcter.
Va viure en temps de l'emperador Septimi Sever i va ser cònsol l'any 196, juntament amb Gai Domici Dexter. L'any 211 o el 212 va ser executat per ordre de l'emperador Caracal·la.